# 竹原伝
竹原 傳（たけはら つとう、1885年10月22日 - 没年不詳）は、日本の実業家。

## 経歴・人物
竹原松次郎の長男として、福岡県宗像郡河東村（現・宗像市）に生まれる。1905年福岡県立中学修猷館を経て、1910年東京高等商業学校（現・一橋大学）を卒業。
1910年南満州鉄道に入社し、山東鉄道管理部員、鉄道事務官、用度課長を務めたが、その後、貝島商業津久見出張所長、中央火災傷害保険参事、戸畑鋳物業務部長、同大阪工場長、同鐵管継手販売専務取締役などを歴任。
1938年7月、満洲重工業開発総裁鮎川義介が、竹原の経営手腕を高く評価し、同和自動車工業理事長に抜擢される。1939年5月満洲自動車製造が設立されると理事に就任。同年6月満洲重工業開発理事に就任。1942年5月、同和自動車工業は満洲自動車製造に吸収合併された。